# Michael Bevis
Michael Bevis ist ein Geophysiker. Er ist Professor an der Ohio State University.

## Leben
Bevis promovierte im Jahr 1982 an der Cornell University. Von 1982 bis 1994 war er Assistenz- und assoziierter Professor der Geophysik an der North Carolina State University. Von 1994 bis 2004 war er Professor der Geophysik und Geodäsie an der University of Hawaiʻi at Mānoa. Seit 2005 ist er Professor der Geodynamik an der Ohio State University.

## Wirken
Einen Namen machte sich Bevis vor allem durch den Einsatz des Global Positioning Systems (GPS) zur Erforschung der Erdoberfläche und wurde damit zum Wegbereiter der GPS-Meteorologie. Seit 2007 nutzte er diese Technologie zur Erforschung der polaren Eiskappen. Für Aufsehen sorgte 2019 eine Studie Bevis’, in der er gemeinsam mit Mitverfassern aufzeigen konnte, dass der grönländische Eisschild schneller abschmilzt und somit zu einem rascheren Meeresspiegelanstieg beiträgt als vorherige Berechnungen es noch aufgezeigt hatten; die Verfasser führten dies insbesondere auf die Überhitzung des Klimasystems der Erde zurück, die die Oberflächenmasse Grönlands nach Südwesten hin abschmelzen lässt – ein Effekt der in bisherigen Berechnungen kaum Berücksichtigung fand. Ein vollständiges Abschmelzen des Grönlandeises würde den Meeresspiegel um ca. sieben Meter ansteigen lassen.

## Veröffentlichungen (Auswahl)
- Michael Bevis, Steven Businger, Thomas A. Herring, Christian Rocken, Richard A. Anthes, Randolph H. Ware (1992). GPS meteorology: Remote sensing of atmospheric water vapor using the Global Positioning System. Journal of Geophysical Research: Atmospheres, 97(D14), 15787–15801.[7]
- Michael Bevis, Christopher Harig, Shfaqat A. Khan, Abel Brown, Frederik J. Simons, Michael Willis, Xavier Fettweis, Michiel R. van den Broeke, Finn Bo Madsen, Eric Kendrick, Dana J. Caccamise II, Tonie van Dam, Per Knudsen, Thomas Nylen (2019). Accelerating changes in ice mass within Greenland, and the ice sheet’s sensitivity to atmospheric forcing. Proceedings of the National Academy of Sciences.[8][9]
- Michael Bevis, John Wahr, Shfaqat A. Khan, Finn Bo Madsen, Abel Brown, Michael Willis, Eric Kendrick, Per Knudsen, Jason E. Box, Tonie van Dam, Dana J. Caccamise II, Bjorn Johns, Thomas Nylen, Robin Abbott, Seth White, Jeremy Miner, Rene Forsberg, Hao Zhou, Jian Wang, Terry Wilson, David Bromwich, Olivier Francis (2012). Bedrock displacements in Greenland manifest ice mass variations, climate cycles and climate change. Proceedings of the National Academy of Sciences, 109(30), 11944–11948.[10]